# 아미가 1000
아미가 1000(Amiga 1000) 또는 A1000은 코모도어 인터내셔널이 아미가 라인에서 출시한 최초의 개인용 컴퓨터이다. 1985년 기준으로 강력했던 16/32비트 모토로라 68000 CPU와 동급 최고의 그래픽 및 사운드 시스템 중 하나를 결합했다. 256 KB의 고정 기억 장치에 맞는 선점형 멀티태스킹 운영체제를 실행하며, 256 KB의 RAM과 함께 출고되었다. 주 기억 장치는 제조사 제공 256 KB 모듈을 통해 총 512 KB RAM으로 내부 확장이 가능하다. 외부 슬롯을 사용하면 주 기억 장치를 최대 8.5 MB까지 확장할 수 있다.

## 설계
A1000은 이후 아미가 모델과 차별화되는 여러 특징을 가지고 있다. 잠시 사용되었던 아미가 체크마크 로고가 케이스에 새겨진 유일한 모델이며, 사용하지 않을 때 키보드를 보관할 수 있도록 케이스 대부분이 약간 높아져 있고("키보드 차고"), 케이스 내부에는 제이 마이너와 그의 반려견 미치의 발자국을 포함한 아미가 디자이너들의 서명이 새겨져 있다(매킨토시와 유사하다). A1000 케이스는 하워드 스톨츠가 디자인했다. 코모도어의 선임 산업 디자이너로서, 스톨츠는 기계 설계를 담당하고 일본의 산요 전기, A1000 케이싱의 계약 제조업체와 주요 연락책 역할을 했다.
아미가 1000은 두 가지 변형으로 제조되었다: 하나는 NTSC 텔레비전 표준을 사용하고, 다른 하나는 PAL 텔레비전 표준을 사용한다. NTSC 변형은 북아메리카에서 제조 및 판매된 초기 모델이었다. 이후 PAL 모델은 독일에서 제조되어 PAL 텔레비전 표준을 사용하는 국가에서 판매되었다. 초기 NTSC 시스템에는 모든 후기 아미가 모델에 있는 EHB 비디오 모드가 없다.
A1000 출시 당시 아미가OS에 소프트웨어 버그가 많았기 때문에, 운영체제는 ROM에 포함되지 않았다. 대신, A1000에는 "쓰기 가능 제어 저장소"(WCS)라고 불리는 256 KB RAM이 있는 도터보드가 포함되어 있으며, 여기에 운영체제의 핵심이 플로피 디스크에서 로드된다(운영체제의 이 부분은 "킥스타트"로 알려져 있다). WCS는 로드 후에 쓰기 방지되며, 시스템 재설정은 WCS 재로드를 필요로 하지 않는다. 유럽에서는 WCS를 종종 WOM(Write Once Memory)이라고 불렀는데, 이는 더 일반적인 용어인 "ROM"(고정 기억 장치)을 비꼰 말이다.

## 기술 정보
1985년 초 개발자들에게 공개된 아미가 시제품("벨벳"으로 코드명 지정)에는 128KB의 RAM이 포함되어 있었으며, 256KB까지 확장할 수 있는 옵션이 있었다. 코모도어는 아미가 개발팀의 반대로 인해 나중에 시스템 메모리를 256KB로 늘렸다. 사용자 정의 칩의 이름도 달랐다. 데니즈와 폴라는 각각 대프니와 포르티아로 불렸다. 시제품 아미가의 케이싱은 생산 버전과 거의 동일했다. 주요 차이점은 왼쪽 상단 모서리에 코모도어 로고가 양각으로 새겨져 있었다는 점이다. 개발자 서명은 없었다.
아미가 1000은 NTSC 시스템에서는 7.15909 MHz,:87 PAL 시스템에서는 7.09379 MHz로 작동하는 모토로라 68000 CPU를 탑재하고 있는데, 이는 NTSC의 비디오 컬러 반송파 주파수의 정확히 두 배이거나 PAL의 컬러 반송파 주파수의 1.6배이다. 시스템 클록 타이밍은 비디오 주파수에서 파생되어 글루 로직을 단순화하고 아미가 1000이 단일 결정 진동자로 작동할 수 있도록 한다. 비디오 게임 유산을 계승하여, 칩셋은 CPU 메모리 접근과 칩셋 DMA를 동기화하도록 설계되어 하드웨어가 대기 시간 지연 없이 실시간으로 작동한다.
대부분의 장치는 아날로그 RGB 모니터와 함께 판매되었지만, A1000은 자체 표준 RGB 모니터 외에 다른 모니터에 컴퓨터를 직접 연결할 수 있는 내장 컴포지트 비디오 출력을 제공한다. A1000에는 또한 RF 변조기를 연결할 수 있는 "TV MOD" 출력이 있어, 컴포지트 비디오 입력이 없는 구형 텔레비전에도 연결할 수 있다.
원래 68000 CPU는 모토로라 68010으로 직접 교체할 수 있는데, 이는 68000보다 명령어를 약간 더 빠르게 실행하지만 약간의 소프트웨어 비호환성을 유발한다. 대부분 CPU 소켓에 장착되는 타사 CPU 업그레이드는 더 빠른 68020 또는 68030 마이크로프로세서와 통합 메모리를 사용하며, 68881 또는 68882 FPU를 지원한다. 이러한 업그레이드는 종종 완전한 호환성을 위해 68000 모드로 되돌릴 수 있는 옵션을 제공한다. 일부 보드에는 원래 68000을 장착할 수 있는 소켓이 있으며, 68030 카드는 일반적으로 온보드 68000을 함께 제공한다.
원래의 아미가 1000은 256 KB의 Amiga Chip RAM을 가진 유일한 모델이며, 기기 중앙 전면에 있는 커버 아래의 도터보드를 추가하여 512 KB까지 확장할 수 있다. RAM은 공식 및 타사 업그레이드를 통해 업그레이드할 수도 있으며, 68000의 24비트 주소 버스로 인해 약 9 MB의 "빠른 RAM"이 실질적인 상한이다. 이 메모리는 CPU에 의해서만 접근할 수 있어 DMA 사이클을 칩셋과 공유하지 않으므로 더 빠른 코드 실행이 가능하다.
아미가 1000은 86핀 확장 포트를 갖추고 있다 (나중에 나온 Amiga 500 확장 포트와 전기적으로 동일하지만, A500의 커넥터는 뒤집혀 있다). 이 포트는 메모리 업그레이드 및 SCSI 어댑터와 같은 타사 확장에 사용된다. 이러한 리소스는 아미가 Autoconfig 표준에 의해 처리된다. Zorro-II 슬롯 2개를 제공하는 버스 확장기 등 다른 확장 옵션도 사용할 수 있다.

### 사양
| 속성               | 사양 |
| ------------------ | --- |
| 프로세서           | 모토로라 68000 (7.16 MHz (NTSC) 또는 7.09 MHz (PAL)) |
| RAM                | 256 KB Amiga Chip RAM; 전용 카트리지를 통해 512 KB까지 업그레이드 가능; 외부 카트리지로 최대 8 MB Fast RAM |
| ROM                | 8 KB 부트스트랩 ROM. OS용으로 예약된 256 KB WCS (전원 켜기 시 킥스타트 플로피 디스크에서 로드됨) |
| 칩셋               | Original Chip Set (OCS) |

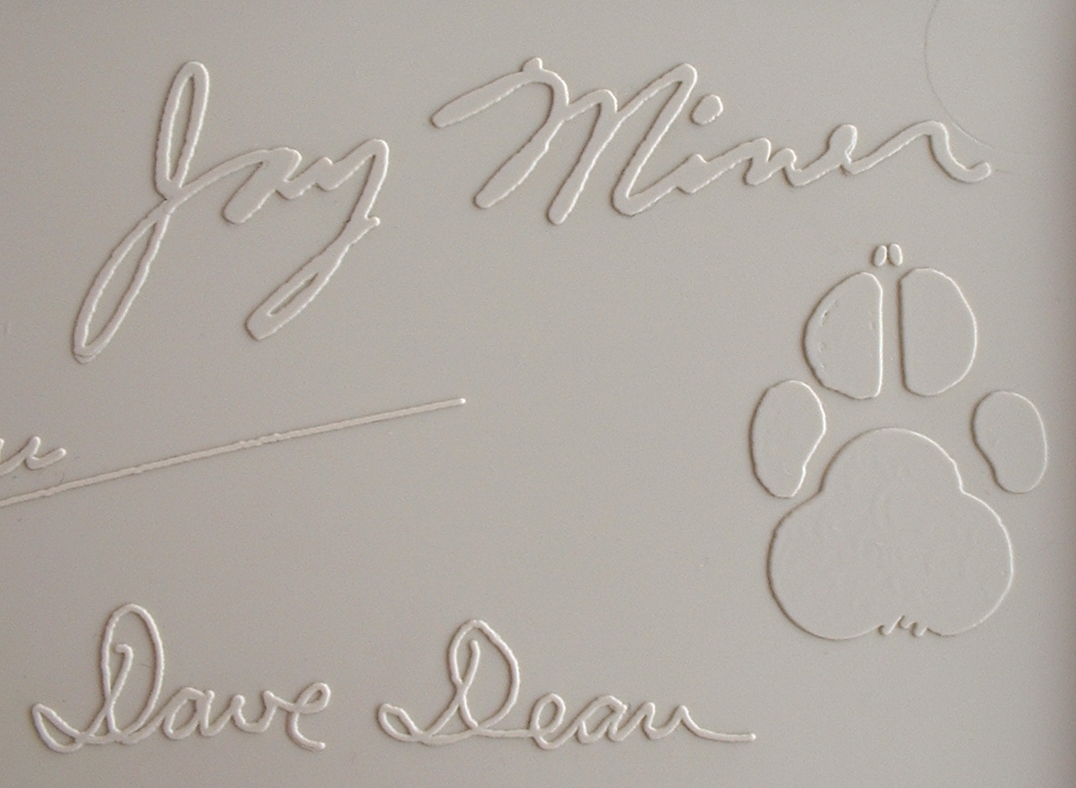
코모도어 아미가 1000 컴퓨터 상단 덮개에 있는 제이 마이너의 서명. 발자국은 마이너의 개 미치의 것이다.

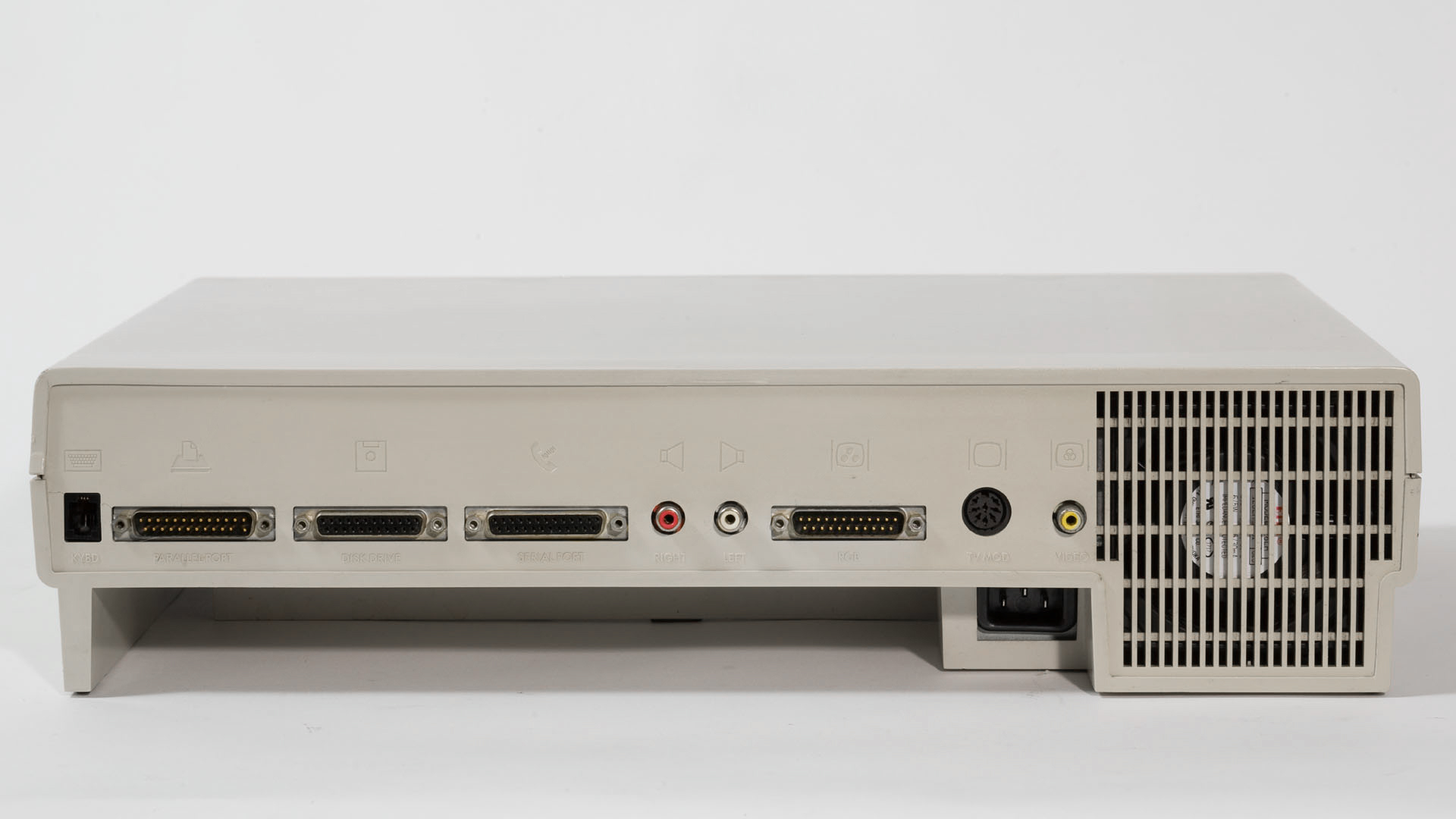
A1000 후면도

| 비디오             | 12비트 색상 팔레트 (4096 색상). 화면에 최대 32, 64 (EHB 모드; 초기 NTSC 모델에는 EHB 모드가 없음) 또는 4096 (HAM 모드) 색상 표시 가능 그래픽 모드: - 320×200 ~ 320×400i (NTSC) - 320×256 ~ 320×512i (PAL) 화면에 최대 16색 표시 가능 그래픽 모드: - 640×200 ~ 640×400i (NTSC) - 640×256 ~ 640×512i (PAL) |
| 오디오             | 4× 8비트 PCM 채널 (2 스테레오 채널); 최대 28 kHz DMA 표본화율; 70 dB S/N 비율 |
| 이동식 저장 장치   | 3.5인치 DD 플로피 디스크 드라이브 (880 KB 용량) |
| 오디오/비디오 출력 | 아날로그 RGB 비디오 출력 (DB-23M); TV MOD 오디오/비디오 출력 (아미가 RF 변조기 TV 연결용); 컴포지트 비디오 출력 (RCA); 오디오 출력 (2× RCA) |
| 입/출력 포트       | 키보드 포트 (RJ10); 2× 마우스/게임패드 포트 (DE9); RS-232 직렬 포트 (DB-25F); 센트로닉스 방식 병렬 포트 (DB-25M); 플로피 디스크 드라이브 포트 (DB-23F) |
| 확장 슬롯          | 86핀 확장 포트 |
| 운영체제           | 아미가OS 1 (킥스타트 1.0/1.1/1.2/1.3 및 워크벤치 1.0/1.1/1.2/1.3) |

## 소매
1985년 7월 23일 뉴욕시 링컨 센터의 비비안 보몬트 극장에서 앤디 워홀과 데비 해리가 참석한 화려한 갈라 행사에서 공개되었으며, 9월부터 기본 구성 256 KB RAM으로 소매가 US$1,295에 출하되었다. 13-인치 (330 mm) 아날로그 RGB 모니터는 약 US$300에 판매되었으며, 완전한 아미가 시스템의 가격은 미화 $1,595였다 (2022년 기준 $3,840에 해당). 1987년 아미가 500 및 아미가 2000 모델이 출시되기 전에는 A1000이 단순히 아미가로 마케팅되었지만, 원래 상자에서 알 수 있듯이 모델 번호는 처음부터 있었다.
미국에서는 A1000이 "코모도어 아미가"로 판매되었으며, 케이스에서 코모도어 로고는 생략되었다. 코모도어 브랜딩은 해외 버전에서 유지되었다.
또한, 아미가 1000은 미국에서 컴퓨터 전문점이 아닌 VIC-20 및 코모도어 64가 판매되었던 다양한 비전문 백화점이나 장난감 매장에서는 독점적으로 컴퓨터 매장에서만 판매되었다. 이러한 조치는 잭 트라미엘 시대에 만들어진 코모도어의 "장난감 매장" 컴퓨터 이미지를 피하기 위한 노력이었다.
운영 체제와 함께 이 기계에는 마이크로소프트가 개발한 AmigaBASIC 버전과 Softvoice, Inc가 개발한 음성 합성 라이브러리가 함께 제공되었다.

## 애프터마켓 업그레이드
많은 A1000 소유자들은 새 모델이 기술적으로 구식이 된 후에도 오랫동안 자신의 기기에 애착을 가졌으며, 수많은 애프터마켓 업그레이드를 유치했다. 모토로라 68000 소켓에 꽂히는 많은 CPU 업그레이드가 A1000에서 작동했다. 또한, 리주버네이터(Rejuvenator) 시리즈라는 제품군은 A1000에서 최신 칩셋을 사용할 수 있게 했으며, 오스트레일리아에서 설계된 교체용 A1000 마더보드인 더 피닉스(The Phoenix)는 A3000과 동일한 칩셋을 사용하고 A2000 호환 비디오 슬롯과 온보드 SCSI 컨트롤러를 추가했다.

## 평가와 영향
제품 미리보기에서 바이트지는 이 컴퓨터의 멀티태스킹 기능과 그래픽 및 사운드 시스템의 품질에 깊은 인상을 받았다. 또한 음성 출력을 위한 텍스트-음성 변환 라이브러리를 칭찬했으며, 아미가가 개인용 컴퓨터 산업에 영향을 미칠 만큼 성공할 것이라고 예측했다.:100
아미가 1000은 긍정적인 평가를 받으며 출시되었다. Compute!는 이를 저렴하고 진정으로 범용적인 컴퓨터로 칭송하며, 마이크로컴퓨터 시장을 나누는 선입견을 깰 수 있다고 평가했다. 이 경우, 대부분의 비즈니스 및 아케이드 게임 머신보다 뛰어난 성능을 발휘하고 샘플링된 사운드를 제공하여 사무실, 게이머 및 디지털 아티스트에게 적합했다. 컴퓨터 게이밍 월드는 이 기기의 명백한 하드웨어적 단점 없이 다재다능함을 칭찬하며, 시스템 제약이 적은 게임 디자이너에게 이상적이라고 강조했다. 크리에이티브 컴퓨팅 잡지는 "꿈의 기계"라고 칭하면서도 사소한 비판만을 가했다. 이러한 비판은 케이스 품질, 특정 작업 중 디스크 드라이브 속도 저하, AmigaDOS에서 `AUTOEXEC` 명령을 찾을 수 없다는 점에 대한 것이었지만, 코모도어의 마케팅 부사장인 클라이브 스미스는 잡지에 후기 생산 장치에서는 대부분의 불만이 해결될 것이라고 장담했다. 아미가 1000이 출시된 지 몇 달 후, 인포월드는 엇갈린 평가를 내놓았다. 이 잡지는 인튜이션(Intuition)과 워크벤치(Workbench)의 사용자 정의 가능성을 칭찬했지만, 메모리 오버플로우와 고해상도 모드에서 표시될 때 단일 라인이 인터리브되어 발생하는 화면 깜박임과 같은 운영 체제의 버그에 문제를 제기했다. 또한 소프트웨어 라이브러리의 부족으로 인해 컴퓨터의 잠재력을 완전히 실현할 수 없다고 비판했다.
1994년 코모도어가 파산 신청을 했을 때, 바이트 잡지는 아미가 1000을 "최초의 멀티미디어 컴퓨터... 너무 시대를 앞서가서 코모도어 마케팅 부서를 포함한 거의 아무도 그것이 무엇인지 완전히 설명할 수 없었다"고 불렀다. 2006년 PC 월드는 아미가 1000을 역대 최고의 PC 7위로 선정했다. 같은 해, 이 잡지는 역대 최고의 기술 제품 37위로 평가했다. 또한 그해 IDG 스웨덴은 이를 역대 최고의 컴퓨터 10위로 평가했다.

## 조 필로우
"조 필로우"는 1984년 1월 국제 가전 박람회로 향하는 길에 최초의 아미가 프로토타입을 운반하기 위해 구매한 추가 항공 좌석의 티켓에 기재된 이름이었다. 항공사에서 항공권에 이름을 요구했기에 조 필로우가 탄생했다. 아미가 프로토타입(코드명 로레인)과 함께 비행한 엔지니어들(RJ 미칼과 데일 럭)은 베개 커버 전면에 행복한 얼굴을 그리고 넥타이까지 추가했다.
조 필로우는 아미가가 생산에 들어갔을 때 15분 간의 유명세를 연장했다. 프로젝트에 참여한 53명의 아미가 팀원 모두가 아미가 케이스에 서명했다. 여기에는 조 필로우와 제이 마이너의 개 미치도 포함되어 각자의 독특한 방식으로 케이스에 "서명"할 수 있었다.

## 같이 보기
- 아미가 모델 및 변형 목록
- 아미가 사이드카 –  256 KB RAM으로 인텔 8088 @ 4.77 MHz와 MS-DOS 사용을 위한 것